# Piculus chrysochloros
El carpintero verdiamarillo  (Piculus chrysochloros), también denominado carpintero dorado amarillo (Argentina, Bolivia) o carpintero dorado (Colombia, Paraguay, Venezuela), es una especie de ave piciforme perteneciente al género Piculus que integra la familia Picidae. Es nativo de América del Sur.

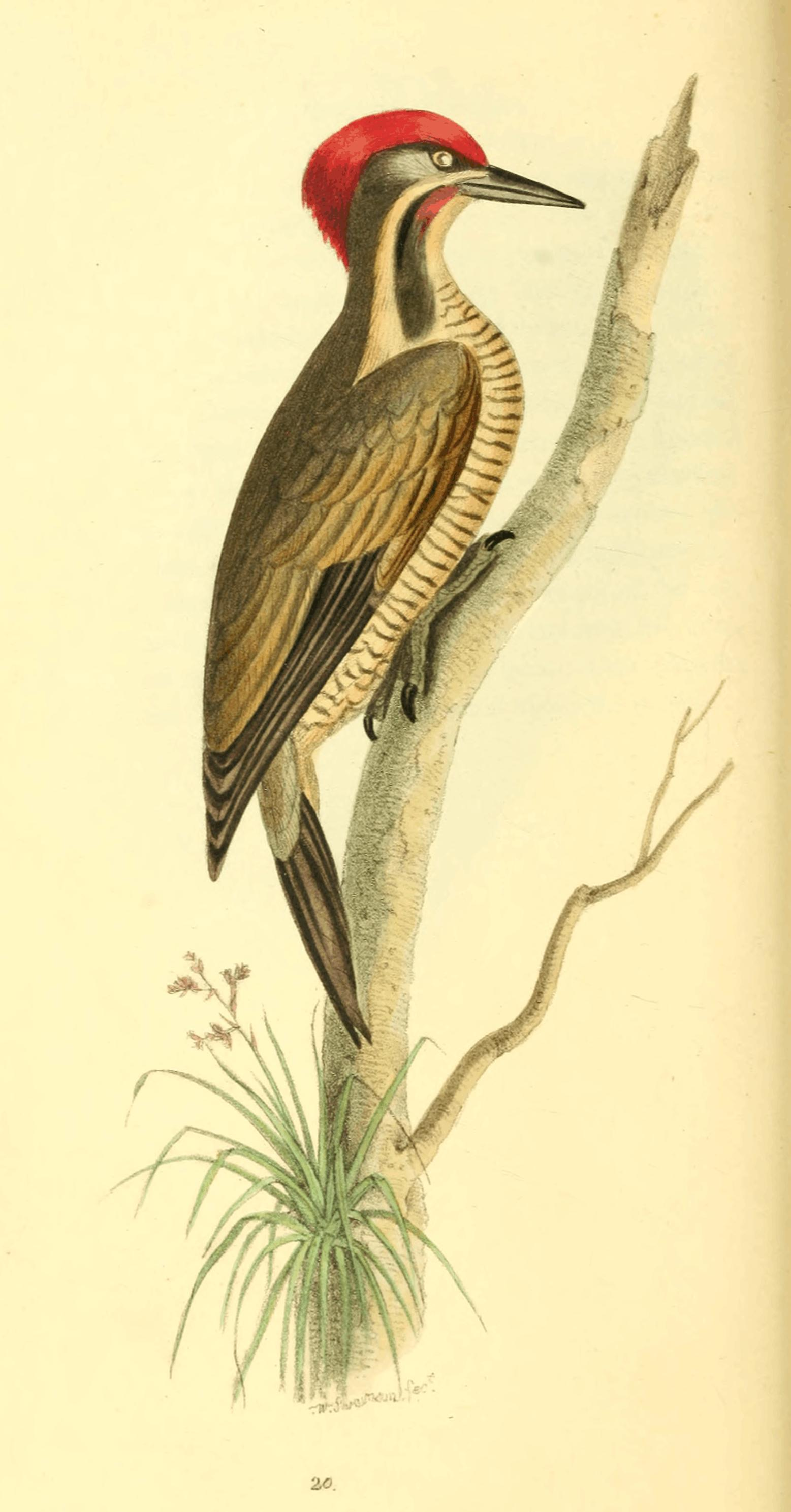
Piculus chrysochloros; ilustración de Swainson, 1820.

## Descripción
Mide 21 a 23 cm de longitud. El dorso es de color verde oliva y el vientre es amarillo con rayas color oliváceo o marrón. Los machos presentan en la cabeza plumaje rojo, mientras que las hembras, dependiendo de la subespecie, tienen la cabeza verde oliva o amarilla. Los dos géneros presentan una faja amarilla que va del loro hasta la nuca, pero solo en los machos se observa estría malar roja. El iris puede ser blanco o azul; el pico es gris oscuro y las patas son de color oliva.

## Distribución y hábitat
Se encuentra en  Argentina, Bolivia, Brasil, Colombia, Ecuador, Guayana francesa, Guyana, Paraguay, Perú, Surinam, Panamá y Venezuela.
Vive en el bosque húmedo, caatingas y sabanas o cerrados, hasta los 1.100 m de altitud.

## Comportamiento
Solitario o en pareja, es visto a cualquier altura en el bosque, y hasta bien bajo en áreas abiertas. Em general silencioso, ocasionalmente da un chillido apagado, dos o tres veces en rápida sucesión.

### Alimentación
Se alimenta principalmente de termitas y de larvas que viven entre la corteza de los árboles. Tiene una gran lengua aserrada, adaptada para atrapar sus presas.

### Reproducción
Nidifica en troncos o ramas secas o en termiteros arborícolas.

## Sistemática

### Descripción original
La especie P.chrysochloros fue descrita por primera vez por el ornitólogo francés Louis Pierre Vieillot en 1818 bajo el nombre científico Picus chrysochloros; localidade tipo «Paraguay y Brasil».

### Taxonomía
Forma una superespecie con Piculus aurulentus.

El Comité Brasileño de Registros Ornitológicos (CBRO) en la Lista de Aves de Brasil - 2014 elevó al rango de especie a las subespecies P. chrysochloros capistratus, P. chrysochloros paraensis, P. chrysochloros laemostictus y P. chrysochloros polyzonus bajo los nombres científicos Piculus capistratus, Piculus paraensis, Piculus laemostictus y Piculus polyzonus. Este cambio taxonómico no ha sido reconocido por otras clasificaciones.

### Subespecies
Se reconocen 9 subespecies con su correspondiente distribución geográfica:
- Piculus chrysochloros aurosus (Nelson), 1912 - este de Panamá.
- Piculus chrysochloros capistratus (Malherbe), 1862 - sureste de Colombia y noroeste de Brasil hasta Surinam.
- Piculus chrysochloros chrysochloros (Vieillot), 1818  - centro y sur de Brasil, este de Bolivia, oeste de Paraguay hasta el norte de Argentina.
- Piculus chrysochloros guianensis Todd, 1937 - Guayana Francesa.
- Piculus chrysochloros hypochryseus Todd, 1937 - oeste de Brasil al norte de Bolivia.
- Piculus chrysochloros laemostictus Todd, 1937 - noroeste de Brasil.
- Piculus chrysochloros paraensis (E. Snethlage), 1907 - noreste de Brasil.
- Piculus chrysochloros polyzonus (Valenciennes), 1826 - sureste de Brasil (Espírito Santo, Río de Janeiro).
- Piculus chrysochloros xanthochlorus (P. L. Sclater & Salvin), 1875 - norte de Colombia y noroeste de Venezuela.